# Estádio do Andresão
Estádio do Andressão – stadion piłkarski, w Canindé de São Francisco, Sergipe, Brazylia, na którym swoje mecze rozgrywa klub Clube Desportivo de Canindé do São Francisco.